# James Drury
James Drury (Nueva York, 18 de abril de 1934 - Houston, 6 de abril de 2020) fue un actor estadounidense, uno de los más grandes intérpretes del género western, protagonista durante nueve años de la exitosa serie El virginiano.

## Biografía
Comenzó su carrera actuando de extra en las películas de 1955 Blackboard Jungle, con Glenn Ford, y The Tender Trap, con Frank Sinatra. En 1962 la cadena televisiva NBC lo contrata para interpretar el papel de El Virginiano en la serie The Virginian; el programa fue un éxito y se mantuvo en el aire por nueve temporadas.
Falleció el 6 de abril de 2020 a los ochenta y cinco años en su casa de Houston de causas naturales.

## Filmografía
- 1955: Blackboard Jungle extra
- 1956: Forbidden Planet
- 1956: The Last Wagon
- 1956: Love Me Tender
- 1958: Decision "The Virginian piloto"
- 1960: Toby Tyler, or Ten Weeks with a Circus
- 1962: Ride the High Country "Duelo en la Alta Sierra"
- 1962: The Virginian serie {62-71}
- 1970: Breakout  "Tv film"
- 1971: The Devil and Miss Sarah  "Tv film"
- 1985: All American Cowboy "Tv film"
- 1991: The Gambler Returns: The Luck of the Draw "Tv film"
- 1993: Walker Texas Ranger T1-E1 "Mision Alto Riesgo" Capitan Tom Price (serie TV)
- 1994: Maverick
- 2000: The Virginian